# CMX (format)
Pour les articles homonymes, voir CMX.
CMX est un format conteneur annoncé par les majors de la musique (Sony, Warner, Universal et EMI), destiné à enregistrer des albums de musique en incluant, en plus de la musique elle-même, différents bonus.

## Contenu
Un fichier CMX peut inclure avec l'album la jaquette, des images, et des vidéos pour parler des bonus les plus classiques. Il peut également contenir des bonus plus originaux, comme des contenus destinés aux téléphones portables (non précisés).

## Perspectives
Le but du format CMX est assez clairement affiché : proposer des contenus enrichis pour rendre l'achat par album plus intéressant, en particulier par rapport au téléchargement illégal des musiques (qui généralement n'inclut que les fichiers de sons, le plus souvent en MP3).
Certains s'inquiètent du flou qu'il y a dans les annonces quant à la présence de DRM dans ce nouveau format.
Le format a ses détracteurs sur son principe même. En effet, il vise précisément à soutenir la vente de la musique par albums. Or, le téléchargement, légal ou non, a permis aux utilisateurs de ne plus avoir à acheter un album au prix fort quand seuls quelques morceaux de l'album l'intéressent.
Quant à l'idée d'inclure tous les bonus de différents types dans un même fichier, elle est décriée comme contraire aux principes de bonne compatibilité. En effet, la musique, les images, la vidéo, ont chacun leurs formats standards. Ainsi, on peut douter de la capacité du marché à accepter un nouveau format qui n'offre pas forcément une meilleure qualité que les formats spécialisés, et n'est compatible qu'avec des équipements conçus spécialement pour cela, et après son introduction. Surtout que les formats les plus répandus pour chaque usage sont déjà relativement anciens : le MP3, par exemple, est utilisable sur des baladeurs numériques datant de dix ans avant l'introduction du CMX.

## CMX et iTunes
Dans un premier temps, des annonces précisaient qu'Apple travaillait conjointement avec les majors à la mise au point d'un format de fichier pour stocker les albums de manière enrichie, sous le nom de code « Cocktail ». Mais dès que le CMX fut annoncé sous ce nom, le format Cocktail était présenté comme un concurrent. Il y a donc eu conflit entre les majors d'une part, et Apple d'autre part, qui aboutit à produire deux formats séparés. La perspective d'une guerre des formats contre Apple ne rassure pas les observateurs quant aux chances pour le CMX de s'imposer, surtout que si Apple s'oppose au CMX, l'entreprise pourrait en interdire la lecture sur l'iPhone.
D'ailleurs, Apple est en avance quant au déploiement de sa solution, car le support de Cocktail, sous le nom de iTunes LP, a fait son apparition dans iTunes 9.